# Gare de Pont-de-Briques
Gare de Pont-de-Briques vasútállomás Franciaországban, Saint-Étienne-au-Mont településen.

## Vasútvonalak
Az állomást az alábbi vasútvonalak érintik:
- Longueau–Boulogne-vasútvonal

## Kapcsolódó állomások
A vasútállomáshoz az alábbi állomások vannak a legközelebb:
- Gare de Boulogne-Ville
- Gare d’Hesdigneul